# Pascal Obispo

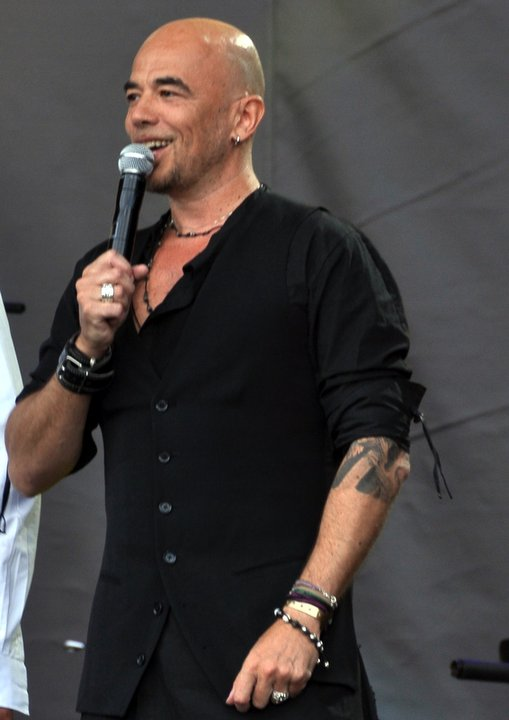
Pascal Obispo (2011)

Pascal Michel Obispo (* 8. Januar 1965 in Bergerac, Region Nouvelle-Aquitaine) ist ein französischer Pop-Sänger, Songwriter und Musikproduzent.

## Biografie
Obispo wuchs in Bordeaux und Rennes auf. Als Kind wollte er zunächst Profi-Basketballer werden. Nach der Trennung der Eltern ging er mit seiner Mutter nach Rennes und entdeckte seine Leidenschaft für die Musik. 1988 gründete er die Band Senso, anschließend strebte er eine Solokarriere an.
Das Debütalbum Le long du fleuve erschien 1990 bei EMI, brachte aber nicht die gewünschte Beachtung. Erster Erfolg stellte sich erst 1992 mit dem zweiten, bei Sony Music veröffentlichten Longplayer Plus que tout au monde ein. Das Album selbst erreichte zwar keine Chartplatzierung, enthielt aber die Hitsingles Plus que tout au monde und Tu vas me manquer. Un jour comme aujourd’hui schaffte 1996 den Sprung in die französischen Top 20, auch die ausgekoppelten Singles Tombé pour elle (1995, Platz 12) und Tu compliques tout (1996, Platz 21) wurden Hits.
Nachdem Obispo als Support für Céline Dion auf deren Tournee in Erscheinung trat, stieg seine Popularität weiter. Das 1996er Album Superflu kletterte auf Platz 2 der französischen Hitparade, die dazugehörigen Singles Personne und Lucie wurden Top-10-Hits und verkauften über eine Million Einheiten. Im Zuge dieses Erfolges kam es 1997 zur Zusammenarbeit mit Florent Pagny für dessen Album Savoir aimer und 1998 mit Johnny Hallyday für die LP Ce que je sais.
Auf dem Nummer-1-Album Live 98 waren Aufnahmen der vorangegangenen Konzerttour Obispos zu hören. Mit Platz 2 und einer Verweildauer von 81 Wochen in den Charts war der Nachfolger Soledad 1999 nicht minder erfolgreich. Im gleichen Jahr kam es zur Kollaboration mit Patricia Kaas, bei deren Album Le mot de passe Obispo als Produzent und Co-Autor fungierte.
Nach der Jahrtausendwende ging die Erfolgssträhne nahtlos weiter. Die Alben Millésime (2001), Fan (2004), Les fleurs du bien (2006), Les fleurs de Forest (2007) und Welcome to the Magic World of Captain Samouraï Flower (2009) stiegen alle in die Top 10 in Frankreich und erfreuten sich auch in der Schweiz großer Beliebtheit. In dieser Zeit schafften außerdem diverse Singles den Sprung in die Hitparade, die Lieder Fan (2003) und Mauvaise foi nocturne (La réponse) (2007) wurde sogar Nummer-1-Hits. Ein weiterer Nummer-1-Erfolg wurde die 2013er CD Millésimes, Le grand amour stieg kurz danach auf Platz 3 der Album-Charts.

## Diskografie

### Alben
| Jahr | Titel                                                 | Höchstplatzierung, Gesamtwochen, AuszeichnungChartplatzierungen (Jahr, Titel, Platzierungen, Wochen, Auszeichnungen, Anmerkungen) | Höchstplatzierung, Gesamtwochen, AuszeichnungChartplatzierungen (Jahr, Titel, Platzierungen, Wochen, Auszeichnungen, Anmerkungen) | Höchstplatzierung, Gesamtwochen, AuszeichnungChartplatzierungen (Jahr, Titel, Platzierungen, Wochen, Auszeichnungen, Anmerkungen) | Anmerkungen                                                             |
| Jahr | Titel                                                 | FR | BEW | CH | Anmerkungen                                                             |
| ---- | ----------------------------------------------------- | --- | --- | --- | ----------------------------------------------------------------------- |
| 1990 | Le long du fleuve                                     | — | — | — |                                                                         |
| 1992 | Plus que tout au monde                                | FR— ×2DoppelgoldFR | — | — |                                                                         |
| 1994 | Un jour comme aujourd’hui                             | FR17 Platin · (12 Wo.)FR | BEW37 (18 Wo.)BEW | — | Erstveröffentlichung: 7. Oktober 1994                                   |
| 1996 | Superflu                                              | FR2 Diamant · (94 Wo.)FR | BEW2 Platin · (87 Wo.)BEW | CH47 Gold · (4 Wo.)CH | Erstveröffentlichung: 25. Oktober 1996                                  |
| 1998 | Live 98                                               | FR1 Platin · (36 Wo.)FR | BEW2 Gold · (44 Wo.)BEW | — | Erstveröffentlichung: 4. Mai 1998 Livealbum                             |
| 1999 | Soledad                                               | FR2 ×2Doppelplatin · (81 Wo.)FR                                                                                                   | BEW4 Platin · (76 Wo.)BEW | CH38 (16 Wo.)CH | Erstveröffentlichung: 26. November 1999                                 |
| 2001 | Millésime / Live 00/01                                | FR2 ×2Doppelplatin · (65 Wo.)FR                                                                                                   | BEW1 Platin · (27 Wo.)BEW | CH28 (16 Wo.)CH | Livealbum                                                               |
| 2004 | Studio Fan / Live Fan                                 | FR1 Platin · (59 Wo.)FR | BEW1 Gold · (44 Wo.)BEW | CH9 (8 Wo.)CH | Erstveröffentlichung: 15. März 2004 Doppel-CD aus Studio- und Livealbum |
| 2006 | Les fleurs du bien                                    | FR1 Platin · (68 Wo.)FR | BEW1 Gold · (67 Wo.)BEW | CH8 (11 Wo.)CH | Erstveröffentlichung: 15. Mai 2006                                      |
| 2007 | Les fleurs de Forest                                  | FR10 (15 Wo.)FR | BEW2 Gold · (38 Wo.)BEW | CH76 (2 Wo.)CH | Erstveröffentlichung: 26. Oktober 2007                                  |
| 2009 | Welcome to the Magic World of Captain Samouraï Flower | FR2 Gold · (33 Wo.)FR | BEW1 Gold · (40 Wo.)BEW | CH52 (3 Wo.)CH | Erstveröffentlichung: 9. Oktober 2009                                   |
| 2011 | Adam & Eve – La seconde chance                        | FR18 (26 Wo.)FR | BEW54 (3 Wo.)BEW | — |                                                                         |
| 2013 | Millésimes                                            | FR1 ×2Doppelplatin · (38 Wo.)FR                                                                                                   | BEW1 Gold · (114 Wo.)BEW | CH18 (10 Wo.)CH | Erstveröffentlichung: 7. Januar 2013 Kompilation                        |
| 2013 | Le grand amour                                        | FR3 ×2Doppelplatin · (50 Wo.)FR                                                                                                   | BEW2 Gold · (63 Wo.)BEW | CH25 (6 Wo.)CH | Erstveröffentlichung: 2. Dezember 2013                                  |
| 2014 | Millésimes – Live 2013-14                             | FR6 (12 Wo.)FR | BEW4 (24 Wo.)BEW | — | Erstveröffentlichung: 6. Oktober 2014 Livealbum                         |
| 2016 | Billet de femme                                       | FR1 Gold · (38 Wo.)FR | BEW1 (56 Wo.)BEW | CH11 (7 Wo.)CH | Erstveröffentlichung: 5. Februar 2016                                   |
| 2016 | Billet de femme – Le concert symphonique              | FR49 (9 Wo.)FR | BEW30 (23 Wo.)BEW | — | Erstveröffentlichung: 2. Dezember 2016 Livealbum                        |
| 2018 | Obispo                                                | FR3 Gold · (42 Wo.)FR | BEW2 (33 Wo.)BEW | CH10 (4 Wo.)CH | Erstveröffentlichung: 12. Oktober 2018                                  |
| 2021 | France                                                | FR2 (18 Wo.)FR | BEW2 (23 Wo.)BEW | — | Erstveröffentlichung: 29. Oktober 2021                                  |
| 2022 | Histoires 2 France                                    | FR60 Gold · (2 Wo.)FR | BEW56 (7 Wo.)BEW | — | Erstveröffentlichung: 28. Oktober 2022 Kompilation                      |
| 2023 | Le beau qui pleut                                     | FR4 (18 Wo.)FR | BEW4 (17 Wo.)BEW | CH16 (1 Wo.)CH | Erstveröffentlichung: 15. September 2023                                |
| 2024 | L’archipel des séquelles                              | — | BEW9 (… Wo.)BEW | — | Erstveröffentlichung: 15. November 2024                                 |

grau schraffiert: keine Chartdaten aus diesem Jahr verfügbar
Weitere Alben
- 2004: Fan (Box-Set inkl. 2 CDs und 1 DVD)
- 2007: Nouveau voyage

### Singles
| Jahr | Titel Album                                                           | Höchstplatzierung, Gesamtwochen, AuszeichnungChartplatzierungen (Jahr, Titel, Album, Platzierungen, Wochen, Auszeichnungen, Anmerkungen) | Höchstplatzierung, Gesamtwochen, AuszeichnungChartplatzierungen (Jahr, Titel, Album, Platzierungen, Wochen, Auszeichnungen, Anmerkungen) | Höchstplatzierung, Gesamtwochen, AuszeichnungChartplatzierungen (Jahr, Titel, Album, Platzierungen, Wochen, Auszeichnungen, Anmerkungen) | Anmerkungen                                                                               |
| Jahr | Titel Album                                                           | FR | BEW | CH | Anmerkungen                                                                               |
| ---- | --------------------------------------------------------------------- | --- | --- | --- | ----------------------------------------------------------------------------------------- |
| 1992 | Plus que tout au monde                                                | FR38 (7 Wo.)FR | — | — |                                                                                           |
| 1993 | Tu vas me manquer (Les mains qui se cherchent) Plus que tout au monde | FR16 (14 Wo.)FR | — | — |                                                                                           |
| 1995 | Tombé pour elle Un jour comme aujourd’hui                             | FR12 (23 Wo.)FR | BEW37 (1 Wo.)BEW | — | Erstveröffentlichung: 11. September 1995                                                  |
| 1996 | Tu compliques tout Un jour comme aujourd’hui                          | FR21 (14 Wo.)FR | — | — | Erstveröffentlichung: 4. März 1996                                                        |
| 1996 | Personne Superflu                                                     | FR9 Gold · (13 Wo.)FR | BEW26 (9 Wo.)BEW | — |                                                                                           |
| 1997 | Où et avec qui tu m’aimes Superflu                                    | FR78 (1 Wo.)FR | — | — | Erstveröffentlichung: 2. Januar 1997 Charteinstieg erst 2014                              |
| 1997 | Il faut du temps Superflu                                             | FR40 (5 Wo.)FR | — | — | Erstveröffentlichung: 10. Februar 1997                                                    |
| 1997 | Lucie Superflu                                                        | FR6 Gold · (27 Wo.)FR | BEW14 (20 Wo.)BEW | — | Erstveröffentlichung: 7. April 1997                                                       |
| 1997 | Les meilleurs ennemis Superflu                                        | FR39 (12 Wo.)FR | BEW20 (9 Wo.)BEW | — | Erstveröffentlichung: 24. November 1997 Duett mit Zazie                                   |
| 1998 | Assassine Live 98                                                     | FR18 (15 Wo.)FR | BEW14 (9 Wo.)BEW | — |                                                                                           |
| 1998 | Tombé pour elle (Live) Live 98                                        | FR80 (3 Wo.)FR | BEW40 (1 Wo.)BEW | — |                                                                                           |
| 2000 | L’important c’est d’aimer Soledad                                     | FR32 (15 Wo.)FR | BEW12 (12 Wo.)BEW | — | Erstveröffentlichung: 21. Februar 2000                                                    |
| 2001 | Pas besoin de regrets Soledad                                         | FR43 (10 Wo.)FR | — | — | Erstveröffentlichung: 15. Januar 2001                                                     |
| 2001 | Ce qu’on voit, allée Rimbaud Soledad                                  | FR29 (16 Wo.)FR | BEW26 (4 Wo.)BEW | — | Erstveröffentlichung: 4. Juni 2001                                                        |
| 2002 | Millésime Millésime / Live 00/01                                      | FR3 Gold · (24 Wo.)FR | BEW2 Gold · (14 Wo.)BEW | — | Erstveröffentlichung: 4. Januar 2002                                                      |
| 2002 | So Many Men –                                                         | FR35 (12 Wo.)FR | BEW27 (9 Wo.)BEW | CH85 (4 Wo.)CH | Duett mit Youssou N’Dour                                                                  |
| 2003 | Fan Studio Fan / Live Fan                                             | FR1 Gold · (27 Wo.)FR | BEW1 Gold · (15 Wo.)BEW | CH15 (19 Wo.)CH | Erstveröffentlichung: 14. März 2003                                                       |
| 2003 | Zinedine Studio Fan / Live Fan                                        | FR8 Gold · (17 Wo.)FR | BEW4 (14 Wo.)BEW | CH53 (8 Wo.)CH | Erstveröffentlichung: 3. November 2003                                                    |
| 2004 | Mourir demain Studio Fan / Live Fan                                   | FR7 Silber · (20 Wo.)FR | BEW4 (19 Wo.)BEW | CH18 (25 Wo.)CH | Erstveröffentlichung: 18. Juni 2004 Duett mit Natasha Saint-Pier                          |
| 2004 | Y’a pas un homme qui soit né pour ça –                                | FR20 (17 Wo.)FR | — | CH45 (10 Wo.)CH | Erstveröffentlichung: 29. November 2004 als Sidaction mit Florent Pagny und Calogero      |
| 2006 | 1980 Les fleurs du bien                                               | FR5 (26 Wo.)FR | BEW3 (14 Wo.)BEW | CH43 (9 Wo.)CH | Erstveröffentlichung: 1. September 2006 Duett mit Melissa Mars                            |
| 2007 | Les fleurs du bien                                                    | FR18 (18 Wo.)FR | BEW32 (1 Wo.)BEW | — | Erstveröffentlichung: 23. Februar 2007                                                    |
| 2007 | Mauvaise foi nocturne (La réponse) T’as vu                            | FR1 Gold · (31 Wo.)FR | BEW1 Gold · (26 Wo.)BEW | CH15 (15 Wo.)CH | Erstveröffentlichung: 2. März 2017 Fatal Bazooka feat. Vitoo (aka Pascal Obispo)          |
| 2007 | Nouveau voyage (C’est la vie) Les fleurs de Forest                    | — | BEW10 (14 Wo.)BEW | — | feat. Baby Bash                                                                           |
| 2009 | Le drapeau Welcome to the Magic World of Captain Samouraï Flower      | FR6 (30 Wo.)FR | BEW7 (18 Wo.)BEW | — | Erstveröffentlichung: 20. April 2009                                                      |
| 2009 | Idéaliste Welcome to the Magic World of Captain Samouraï Flower       | — | BEW18 (6 Wo.)BEW | — | Erstveröffentlichung: 13. Juli 2009                                                       |
| 2011 | Je laisse le temps faire Tout et son contraire                        | FR186 (1 Wo.)FR | — | — | Erstveröffentlichung: 16. Mai 2011 Florent Pagny feat. Pascal Obispo; Charteinstieg: 2016 |
| 2012 | Tu m’avais dit –                                                      | FR62 (13 Wo.)FR | BEW30 (3 Wo.)BEW | — | Erstveröffentlichung: 22. Oktober 2012                                                    |
| 2013 | D’un Avé Maria Le grand amour                                         | FR33 (21 Wo.)FR | BEW25 (4 Wo.)BEW | — | Erstveröffentlichung: 6. September 2013                                                   |
| 2014 | Arigatô Le grand amour                                                | FR134 (5 Wo.)FR | — | — | Erstveröffentlichung: 20. Januar 2014                                                     |
| 2014 | Le grand amour                                                        | FR175 (1 Wo.)FR | — | — | Erstveröffentlichung: 28. April 2014                                                      |
| 2015 | Le secret perdu Billet de femme                                       | FR93 (3 Wo.)FR | — | — | Erstveröffentlichung: 16. Oktober 2015                                                    |
| 2016 | Je ne sais plus, je ne veux plus Billet de femme                      | FR157 (4 Wo.)FR | — | — | Erstveröffentlichung: 25. Januar 2016                                                     |
| 2018 | Chante la rue chante Obispo                                           | FR40 (3 Wo.)FR | BEW24 (11 Wo.)BEW | — | Erstveröffentlichung: 8. Juni 2018                                                        |
| 2018 | Rien ne dure Obispo                                                   | — | BEW32 (6 Wo.)BEW | — | Erstveröffentlichung: 28. September 2018                                                  |
| 2020 | Pour les gens du secours –                                            | FR142 (1 Wo.)FR | — | — | Erstveröffentlichung: 3. April 2020 mit Florent Pagny & Marc Levoine                      |

grau schraffiert: keine Chartdaten aus diesem Jahr verfügbar
Weitere Singles
- 1993: La moitié de moi
- 1993: Laurelenn
- 1994: 69 %
- 1994: Où est l’élue?
- 1999: Soledad
- 2000: Tue par amour

### Videoalben
- 1998: Live 98 (FR: Platin)
- 2007: Les fleurs de Forest (FR: ×2Doppelplatin )
- 2002: Millésime / Live 00/01 (FR: ×2Doppelplatin )

## Trivia
Das Album Fan enthielt das auch als Single erfolgreiche Stück Zinédine, eine Hommage an Zinédine Zidane, die den Fußballer zur Fortführung seines Engagements in der französischen Nationalmannschaft ermutigen sollte.